# Spanglish
Spanglish – mieszana (hybrydowa) odmiana językowa powstała na bazie meksykańskiej odmiany hiszpańskiego i angielszczyzny amerykańskiej.
Rozpowszechniony zwłaszcza na pograniczu meksykańsko-amerykańskim oraz w rejonach większych skupisk ludności pochodzenia latynoskiego. Charakteryzuje się uproszczoną gramatyką hiszpańską i dużą ilością zapożyczeń, zwłaszcza leksykalnych, z języka angielskiego. Według szacunków tylko w Stanach Zjednoczonych pidżynem mówi od 35 do 40 milionów mieszkańców.
Czasami określenie „spanglish” ma wydźwięk pejoratywny.

## Odmiany
Spanglish nie jest jednorodny i ma wiele odmian terytorialnych w zależności od występowania. Wersja używana w Nowym Jorku przez Portorykańczyków nosi nazwę nuyorican i zawiera elementy portorykańskie i angielszczyzny afroamerykańskiej. Dla odmiany spanglish używany na Florydzie przez Kubańczyków nazywa się cubonics, a wersja używana przez kalifornijskich Meksykanów – chicano.